# Saison 2016-2017 du Gazélec Football Club Ajaccio
Chronologie
Saison précédente Saison suivante
La saison 2016-2017 du GFC Ajaccio, club de football français, voit le club évoluer en Ligue 2 après avoir été relégué du championnat de Ligue 1 (après une 19e place synonyme de relégation).

## Avant-saison
Durant l'Euro 2016, le club corse laisse partir Thierry Laurey, qui était entraîneur du club depuis 2013 qui signe deux ans au RC Strasbourg, club promu de National. Le club pallie le départ de Laurey en faisant signer Jean-Luc Vannuchi pour 2 saisons.

## Transferts
Quelques transferts ont déjà été effectués. Le Gazélec recrute leur premier joueur qui est un joueur d'expérience, François Clerc, qui arrivait en fin de contrat avec les Verts, il signe un contrat de deux ans dont une en option. Yoann Court est la deuxième recrue d'expérience, en provenance de l'ESTAC Troyes, également relégué en Ligue 2. La quatrième recrue se nomme Cédric Hountondji qui arrive en provenance du Stade rennais. Jérôme Mombris, quatrième recrue, arrive en renfort en provenance du Havre Athletic Club. Le 14 juin 2016, le club recrute Rémi Mulumba dont il s'engage pour deux saisons. Le Gazélec officialise le prêt d'une saison de Julien Romain. Le 10 juin 2016, Cyril Fogacci, jeune portier de 19 ans, s'engage deux ans en faveur du club ajaccien. Dernière recrue actuellement, libre de tout contrat, Steeve Elana s'engage avec le Gazélec Ajaccio.
| Été               |             |            |                        |          |
| Nom               | Nationalité | Transfert  | Provenance/Destination | Division |
| Arrivées          |             |            |                        |          |
| Jean-Luc Vannuchi | France      | Entraîneur | AJ Auxerre             | Ligue 2  |
| François Clerc    | France      | Libre      | AS Saint-Étienne       | Ligue 1  |
| Yoann Court       | France      | Transfert  | ESTAC Troyes           | Ligue 2  |
| Cédric Hountondji | France      | Transfert  | Stade rennais FC       | Ligue 1  |
| Jérôme Mombris    | France      | Transfert  | Le Havre AC            | Ligue 2  |
| Rémi Mulumba      | France      | Libre      | FC Lorient             | Ligue 1  |
| Julien Romain     | France      | Prêt       | SC Bastia              | Ligue 1  |
| Cyril Fogacci     | France      | Transfert  | SC Bastia              | Ligue 1  |
| Steeve Elana      | France      | Libre      | LOSC Lille             | Ligue 1  |

| Été            |             |            |                        |          |
| Nom            | Nationalité | Transfert  | Provenance/Destination | Division |
| Départs        |             |            |                        |          |
| Thierry Laurey | France      | Entraîneur | RC Strasbourg          | Ligue 2  |
| Jules Goda     | Cameroun    | Transfert  | AC Ajaccio             | Ligue 2  |

## Compétitions

### Ligue 2
Calendrier des matchs de Ligue 2 du Gazélec Football Club Ajaccio

## Coupe de France

### Classement
| Rang | Équipe              | Pts | J  | G  | N  | P  | Bp | Bc | Diff |
| ---- | ------------------- | --- | -- | -- | -- | -- | -- | -- | ---- |
| 7    | Stade de Reims R    | 55  | 38 | 14 | 13 | 11 | 41 | 39 | +2   |
| 8    | Le Havre AC         | 54  | 38 | 14 | 12 | 12 | 39 | 31 | +8   |
| 9    | GFC Ajaccio R       | 51  | 38 | 13 | 12 | 13 | 47 | 51 | −4   |
| 10   | Chamois niortais FC | 49  | 38 | 12 | 13 | 13 | 45 | 57 | −12  |
| 11   | AC Ajaccio          | 48  | 38 | 13 | 9  | 16 | 47 | 58 | −11  |

## Prolongations de contrat
David Ducourtioux décide de prolonger son bail pour 1 saison jusqu'en 2017 malgré la relégation de son club. C'est une bonne nouvelle pour les dirigeants qui gardent un défenseur d'expérience en vue de la Ligue 2.